# Bettendorf (Taunus)
Bettendorf település Németországban, Rajna-vidék-Pfalz tartományban. Lakosainak száma 338 fő (2023. december 31.).

## Népesség
A település népességének változása:
| Lakosok száma | 246  | 337  | 333  | 313  | 315  | 340  | 338  |
|               | 1975 | 2014 | 2017 | 2019 | 2021 | 2022 | 2023 |